# فيلقية باريسية
فيلقية باريسية (الاسم العلمي: Legionella parisiensis) هي نوع من البكتيريا يتبع جنس الفيلقية من الفصيلة الفيالقية. تم عزلها من المياه من برج تبريد في باريس في فرنسا.